# Linus Sandgren
Pour les articles homonymes, voir Sandgren.
Linus Sandgren, né le 5 décembre 1972 à Stockholm, est un directeur de la photographie suédois.
Il a signé la photographie des films Le Silence des ombres (2010), La La Land (2016), First Man : le premier homme sur la Lune (2018), Mourir peut attendre (2020), Babylon (2022) et Saltburn (2023). C'est un collaborateur récurrent des cinéastes Måns Mårlind, David O. Russell et Damien Chazelle, il a travaillé également pour Emerald Fennell et Cary Joji Fukunaga.
En 2016, il remporte l'Oscar de la meilleure photographie pour son travail sur la comédie musicale La La Land du franco-américain Damien Chazelle.

## Filmographie

### Cinéma

#### Années 2010
- 2005 : Storm de Måns Mårlind et Björn Stein
- 2010 : Le Silence des ombres de Måns Mårlind
- 2012 : Lycka till och ta hand om varandra
- 2012 : Promised Land
- 2013 : American Bluff de David O. Russel
- 2014 : Les Recettes du bonheur de Lasse Hallström
- 2015 : Joy de David O. Russell
- 2016 : La La Land de Damien Chazelle
- 2017 : Battle of the Sexes de Jonathan Dayton et Valerie Faris
- 2018 : Casse-Noisette et les Quatre Royaumes (The Nutcracker and the Four Realms) de Lasse Hallström et Joe Johnston
- 2018 : First Man : Le Premier Homme sur la Lune (First Man) de Damien Chazelle

#### Années 2020
- 2021 : Mourir peut attendre de Cary Joji Fukunaga
- 2021 : Don't Look Up : Déni cosmique (Don't Look Up) d'Adam McKay
- 2022 : Babylon de Damien Chazelle
- 2023 : Saltburn d'Emerald Fennell

### Télévision
- 2001 : Les Enquêtes du commissaire Winter
- 2002 : Överallt och ingenstans
- 2002 : Spung
- 2003 : Rätt i rutan
- 2004 : Alla bara försvinner
- 2006 : The Guild

## Distinctions

### Récompenses
- Guldbagge Awards 2007 : Meilleure photographie pour Storm
- Festival du film de Hollywood 2016 : Meilleure photographie pour La La Land [1]
- Houston Film Critics Society 2017 : Meilleure photographie pour La La Land
- British Academy Film Awards 2017 : Meilleure photographie pour La La Land
- Oscars du cinéma 2017 : Meilleure photographie pour La La Land
- Critics' Choice Awards 2017 : Meilleure photographie pour La La Land

### Nominations
- British Academy Film Award 2019 : meilleure photographie pour First Man : Le Premier Homme sur la Lune
- British Academy Film Award 2022 : meilleure photographie pour Mourir peut attendre
- Critics' Choice Awards 2012 : Meilleure photographie pour Babylon